# Chiesa della Santissima Concezione (Airola)
La chiesa della Santissima Concezione, alla quale è annesso un convento francescano, è un luogo di culto cattolico situato in Corso Caudino, 33 ad Airola, in provincia di Benevento.

## Architettura

### Chiesa

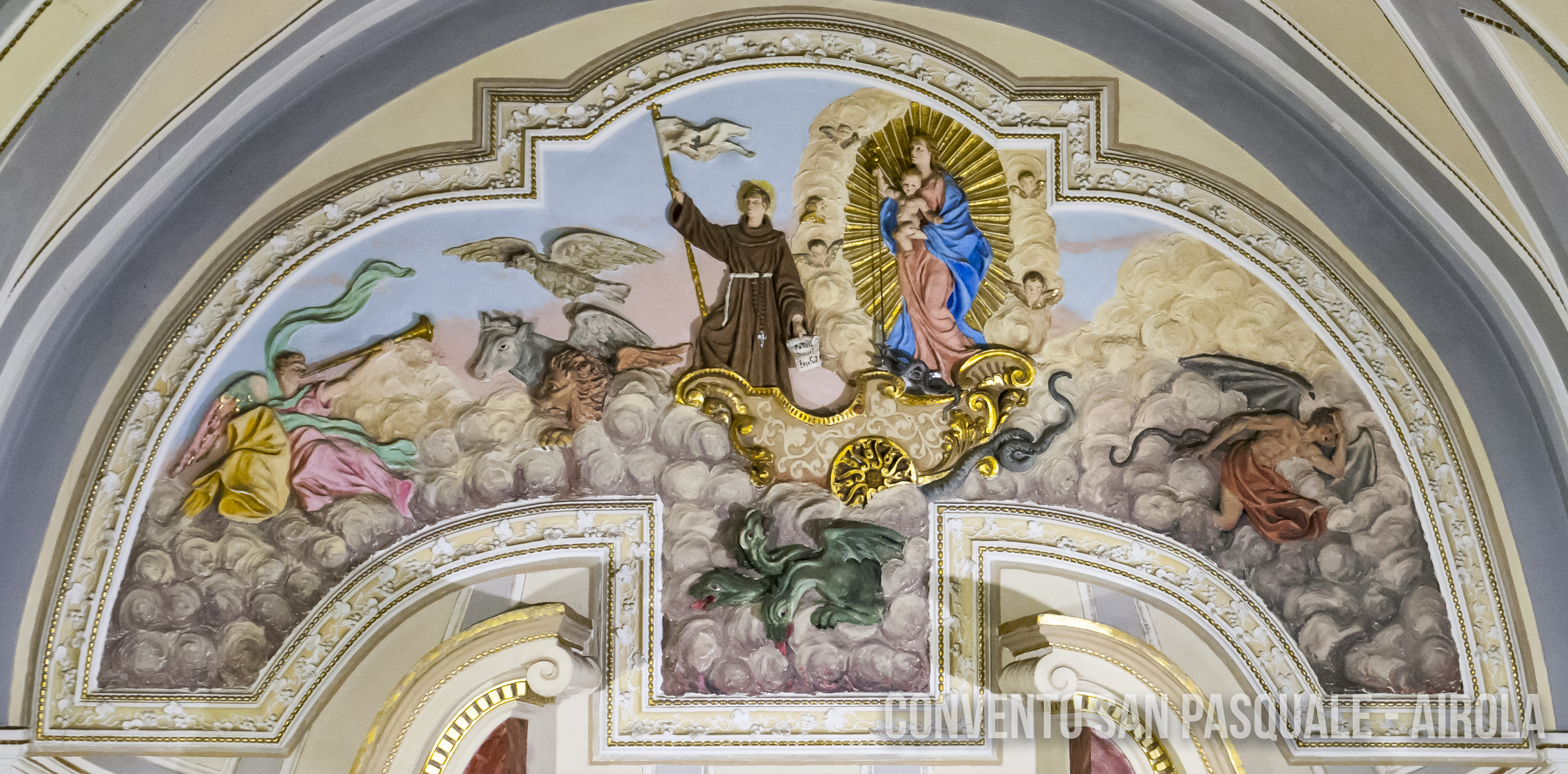
Bassorilievo raffigurante il Dogma dell'Immacolata Concezione

All'interno la chiesa si sviluppa su un impianto a navata unica, affiancata da sei cappelle laterali; l'ambiente è ornato in stile alcantarino.
Sul fondo, il presbiterio accoglie l'altare maggiore, sormontato da statua raffigurante la Vergine Immacolata; in sommità un grande altorilievo in stucco, rappresentante il Dogma dell'Immacolata, si staglia all'interno di una lunetta.

#### Cappelle

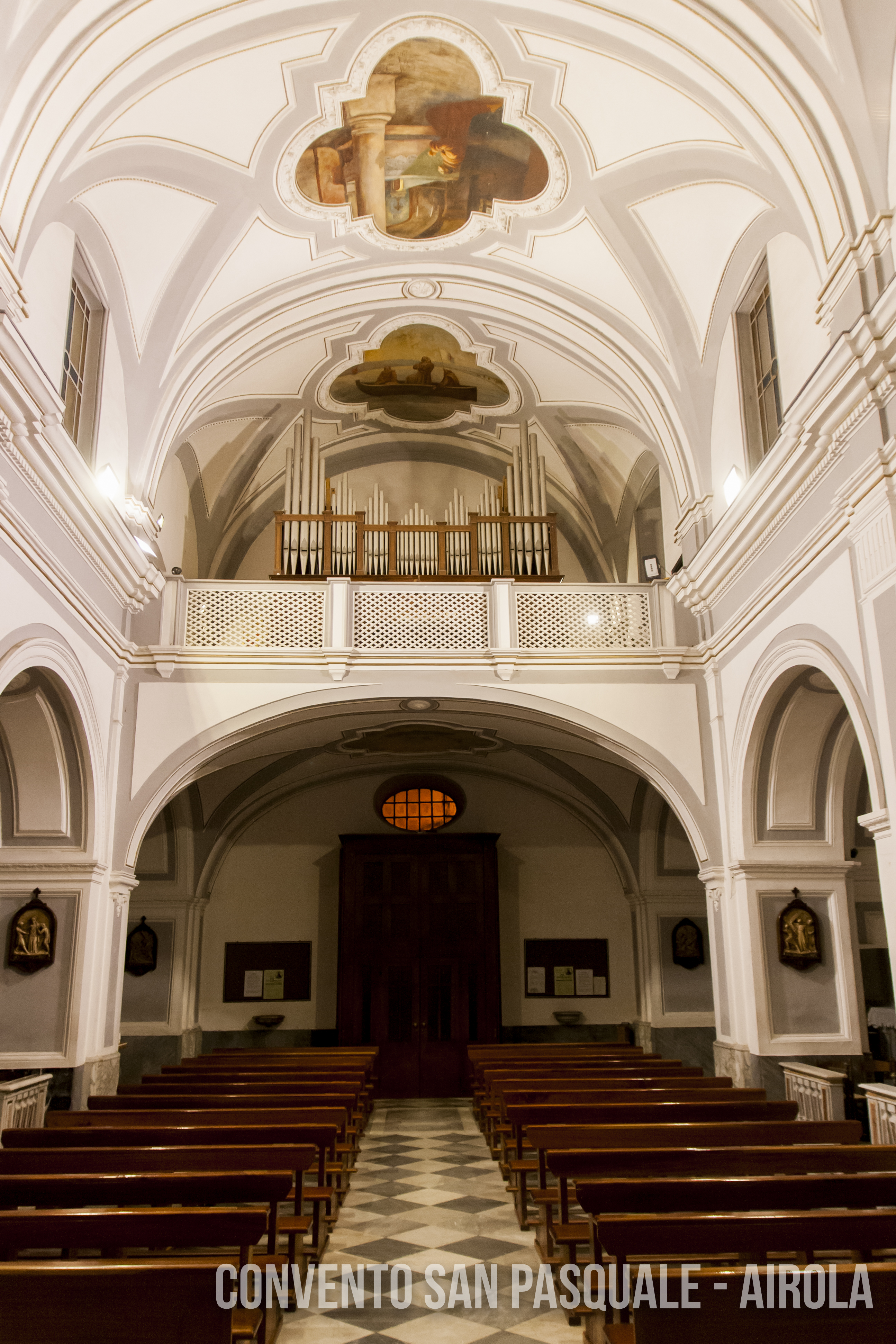
parte posteriore della navata centrale con organo a canne

La cappella più vicina all'ingresso sulla destra, è dedicata a sant'Antonio da Padova.
La seconda cappella a destra, è dedicata a San Pasquale Baylon, nella cappella è presente una statua lignea di pregevole fattura, nonché una serie di affreschi raffiguranti alcuni episodi della vita del santo.
La terza cappella a destra è dedicata a San Giovan Giuseppe della Croce frate Alcantarino di Ischia.
La cappella vicina all'ingresso sulla sinistra è dedicata a Santa Lucia.
La seconda cappella a sinistra è dedicata a San Francesco d'Assisi fondatore dell'Ordine dei Frati Minori. In questa cappella arde la lampada votiva accesa annualmente dal sindaco il 4 ottobre in occasione della festa di San Francesco d'Assisi patrono d'Italia.
La terza Cappella a sinistra è dedicata al Sacro Cuore di Gesù

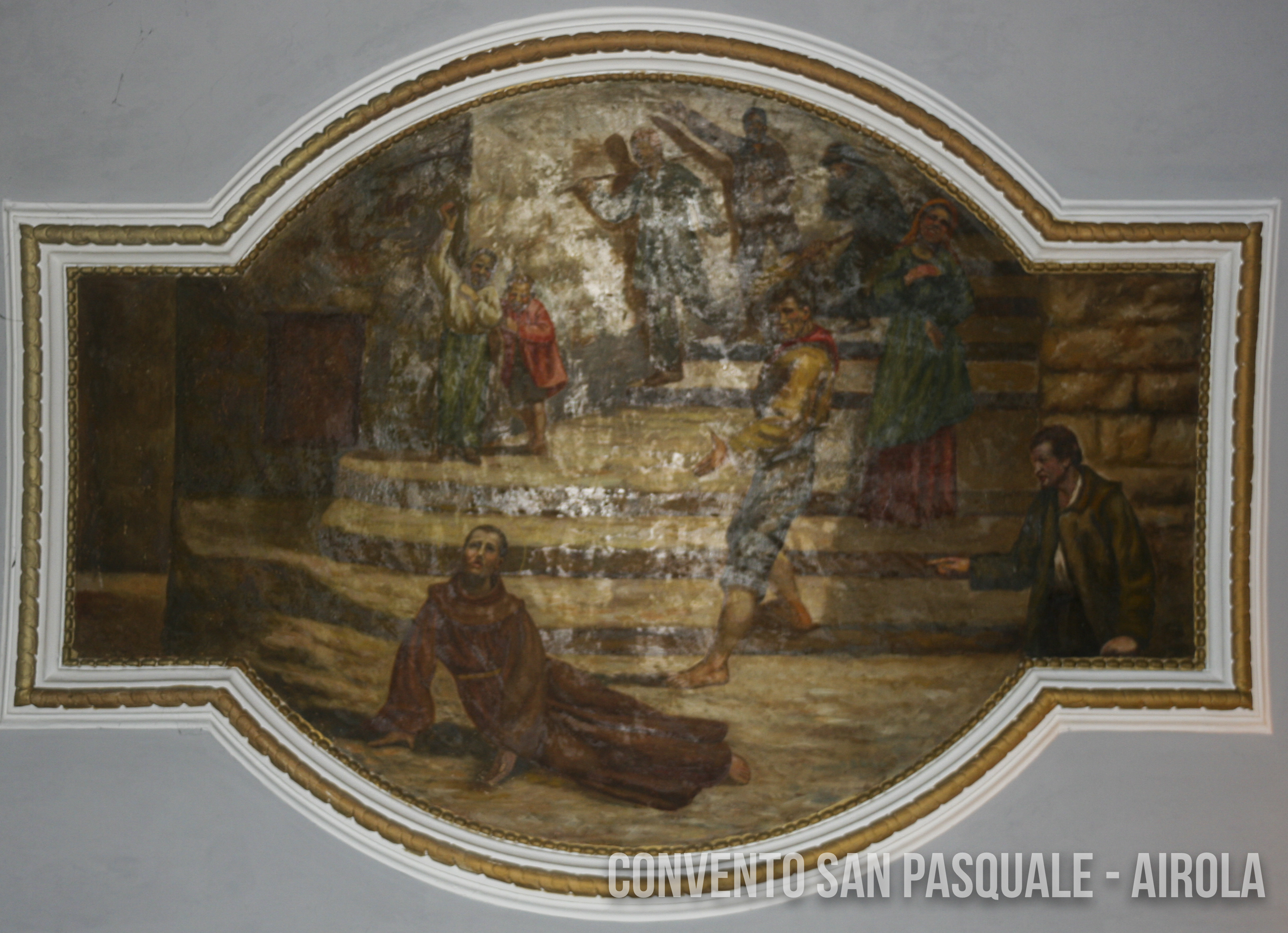
Scena della vita di San Pasquale Baylon

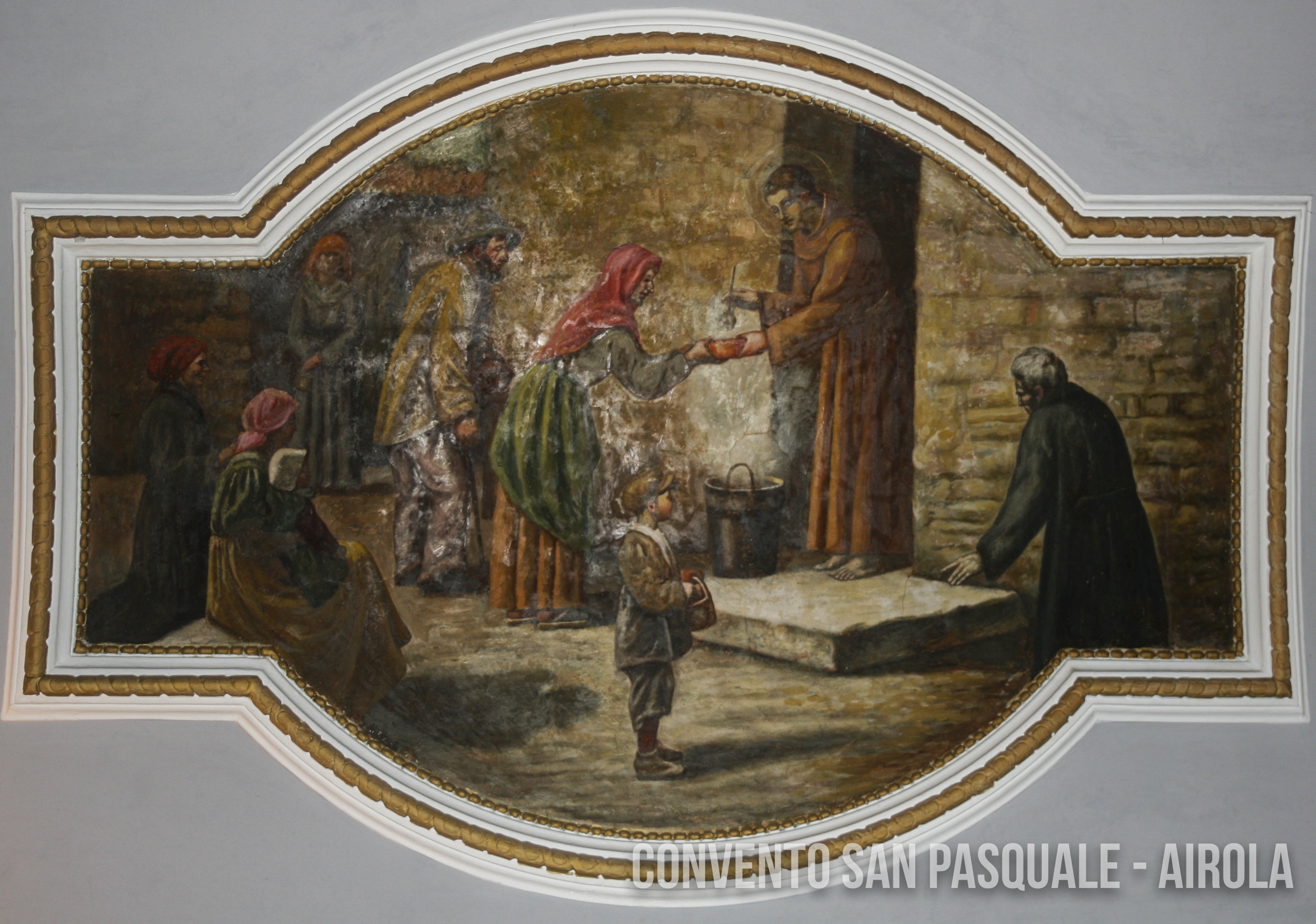
San Pasquale distribuisce il pasto ai poveri

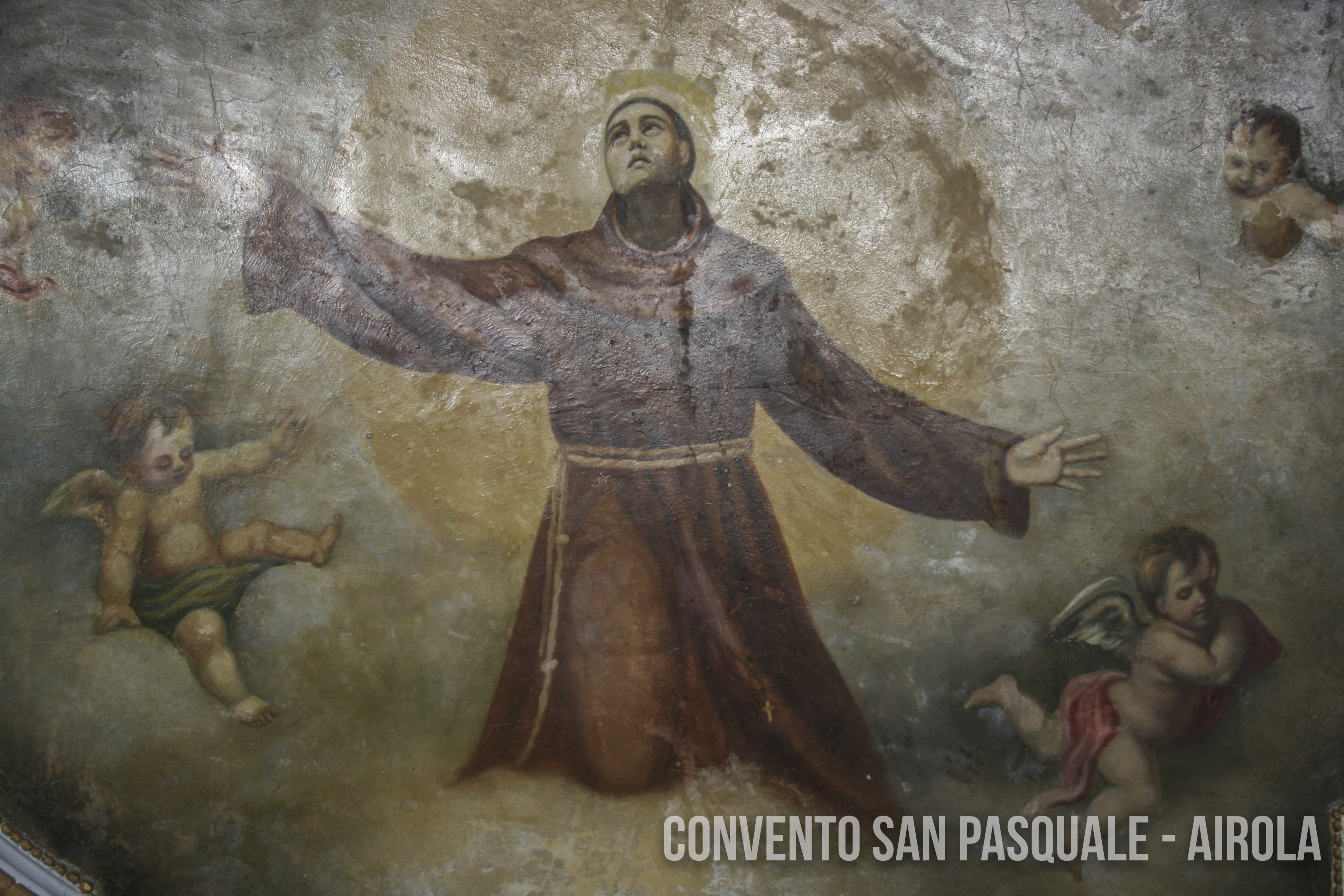
Affresco cappella di San Pasquale

#### Organo a Canne

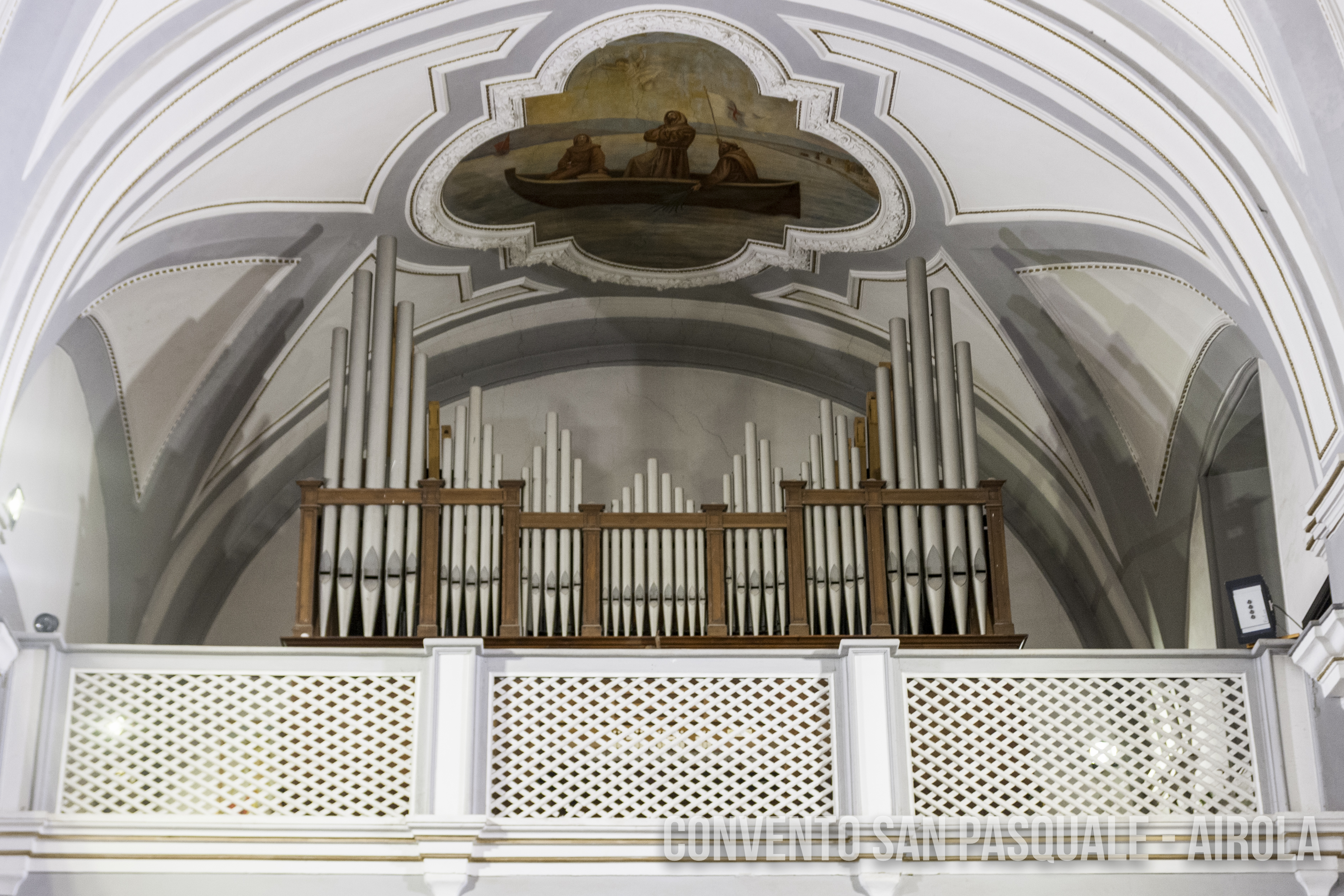

Sulla cantoria della chiesa è presente un organo a canne al momento non funzionante.

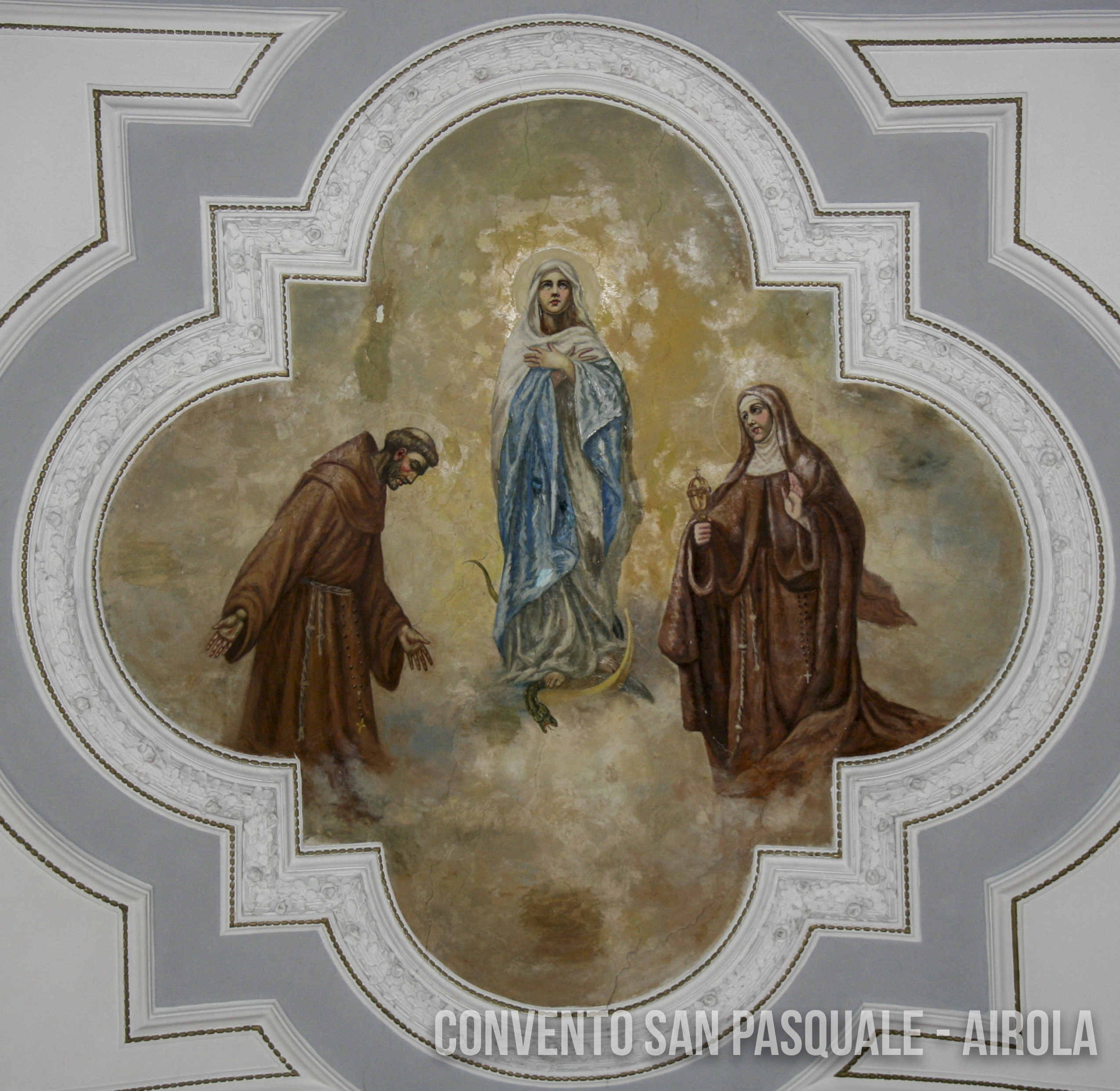
Immacolata Concezione con San Francesco e Santa Chiara (Affresco, navata centrale)

## Il Collegio Serafico
Suddivise le provincie francescane della Campania l'8 dicembre 1911, la provincia di S. Giovan Giuseppe della Croce, nel nuovo impulso dato alle vocazioni al chiostro francescano, con felice scelta stabilì in questo convento il proprio collegio serafico, riconfermando la scelta dopo la pausa della guerra del 1915-1918.
Guidato da un pioniere del movimento, il M.R. Padre Innocenzo Russo, in seguito nominato Vescovo di Bovino, il collegio serafico di Airola meritò un posto di onore tra i collegi serafici d'Italia per l'impostazione sanamente moderna, pur nel rispetto del passato e sulla scia della tradizionale spiritualità francescana.
Nel progressivo sviluppo del collegio, per creare locali ampi e rispondenti all'esigenza dell'opera, fu costruito un nuovo piano sul vecchio convento, benedetto nel 1935 dal Rev.mo Padre Leonardo M. Bello, Ministro Generale dell'Ordine dei Frati Minori.

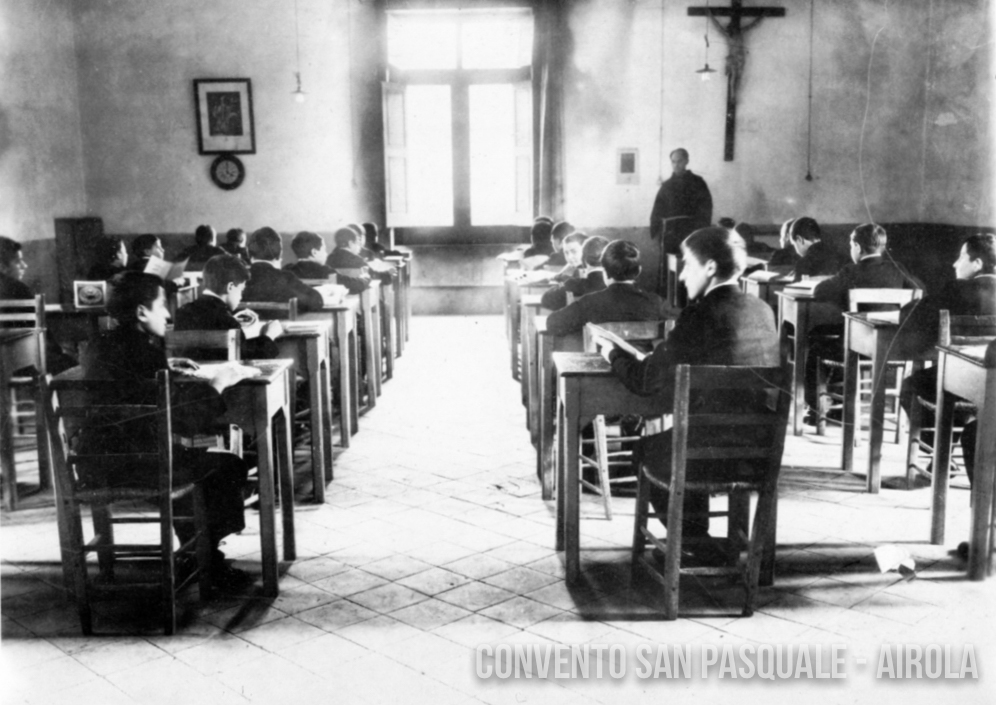
Una classe del Collegio Serafico di Airola

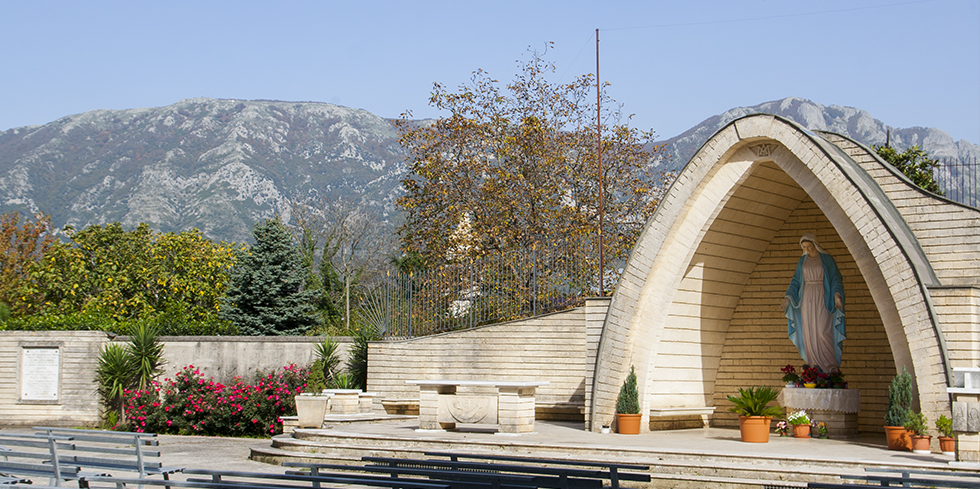
Oasi della Pace, situata nel giardino del Convento della SS. Concezione di Airola.

In questo periodo, benefattrice insigne fu la signora Giovannina Napolitano, che offrì denaro e donò una sua casa comoda e di nuova costruzione, con annesso giardino.
La vita del collegio serafico continuò ininterrotta fino al novembre 1943, con breve sosta che si protrasse fino al novembre 1945, allorché nei locali riservati ai Fratini si adattarono i trenta Chierici Teologi della Madonna delle Grazie in Benevento, distrutto dai bombardamenti aerei del settembre 1943.
Dal novembre 1945 riprese con pieno ritmo la vita del collegio serafico, accogliendo il gruppo dei Fratini delle prime classi del ginnasio.
Oggi il collegio serafico è chiuso ma  nei suoi locali continuano ad aggirarsi giovani in cerca di sapere.

## L'Oasi della Pace
Il 13 maggio 1997 venne solennemente inaugurata, nel giardino del convento, una struttura artistico religiosa intitolata all'Immacolata Regina della Pace, dall'allora Vescovo Diocesano Mons. Mario Paciello. Il Vescovo in quella occasione si rivolse a tutti con queste parole “Benvenuti in paradiso”; "non abbiate paura di rimanere in silenzio, perché solo così il vostro cuore, la vostra anima, la vostra mente cominceranno a destarsi... questa Oasi dedicata a Maria Regina della Pace, potrà aiutare tutti noi a meditare; a trovare il tempo per noi stessi". In questi anni l'Oasi della Pace è diventata un punto di riferimento per tanti fedeli che quotidianamente vi si recano per pregare la Vergine Immacolata e trovare spazio per la meditazione personale. Il progetto fu realizzato su un bozzetto dell'artista Graziadei Tripodi, di origini calabresi.